# Ausgespielt (Film)
Ausgespielt ist ein deutscher Fernsehfilm von Rolf Silber aus dem Jahr 1994. Rita Russek und Roman Knižka sind in den Hauptrollen besetzt.

## Handlung
Die alleinerziehende Katarina Arndt ist verzweifelt, denn ihr Sohn Roger ist spielsüchtig. Er steht im Minus und benötigt dringend Geld. Seine Mutter verweigert sich, ihm weiter welches zu geben. Roger sieht sich gezwungen, ein Geschäft zu überfallen, um seine Spielschulden begleichen zu können. Dies bringt den jungen Mann jedoch in weitere Schwierigkeiten, denn seine Tat blieb nicht unbemerkt.

## Produktionsnotizen
Für die Produktion Ausgespielt zeichnete die Taurus Film München unter Federführung von Produzent Horst Klös für den Hessischen Rundfunk verantwortlich. Die Erstausstrahlung erfolgte am 16. November 1994 zur Hauptsendezeit auf Das Erste.